# جيداتشيف
جيداتشيف (Жидачів) هي مدينة في مقاطعة لفيفسكا في أوكرانيا.
يبلغ عدد سكانها حوالي 11312 نسمة.

## أعلام
- تاراس كاتشارابا